# Метаморфоси (дем Полигирос)
Вижте пояснителната страница за други значения на Метаморфоси.
Метаморфоси (на гръцки: Μεταμόρφωση) е село в Егейска Македония, Гърция, част от дем Полигирос в административна област Централна Македония. Според преброяването от 2001 година селото има 692 жители.

## География
Селото се намира на Торонийския залив на Халкидическия полуостров, на около 90 километра от Солун и на 30 километра от Неа Мудания и Полигирос. Основен поминък на населението е туризмът и риболовът. На 2 километра от селото се намира женският манастир „Свети Йоан Кръстител“, основан в 1975 година.

## История
| Име     | Име      | Ново име | Ново име | Описание                                             |
| ------- | -------- | -------- | -------- | ---------------------------------------------------- |
| Бара    | Μπάρα    | Клисто   | Κλειστό  | местност на З от Метаморфоси и от устието на Хаврияс |
| Хаврияс | Χαβριάς  | Потами   | Ποτάμι   | река на З от Метаморфоси                             |
| Турлаки | Τουρλάκι | Трулаки  | Τρουλάκι | възвишение на С от Метаморфоси (367,2 m)             |